# Jerkebulan Schynalijew
Jerkebulan Schynalijew (kasachisch Еркебұлан Шыналиев; * 7. Oktober 1987 im Aul Karabastau bei Schymkent, Kasachische SSR, UdSSR) ist ein kasachischer Boxer. Schynalijew war Bronzemedaillengewinner der Weltmeisterschaften 2007 und der Olympischen Spiele 2008.

## Karriere
Im Juniorenbereich (U19) gewann Schynalijew die Silbermedaille der Juniorenweltmeisterschaften im Halbschwergewicht (-81 kg).
Bei den Weltmeisterschaften 2007 erreichte Schynalijew nach Siegen über Evgeni Chernovol, Moldawien (28:10), Dschahon Qurbonow, Tadschikistan (DQ 4.), Zhang Xiaoping, China (14:5), und Tony Jeffries, England (20:9), das Halbfinale, welches er gegen Abbos Atoyev, Usbekistan (17:8), verlor und damit die Bronzemedaille gewann. Dieselbe Platzierung erkämpfte er sich auch bei den Olympischen Spielen 2008. Er gewann dabei in Vorrunde gegen Daugirdas Šemiotas, Litauen (11:3), im Achtelfinale gegen Carlos Negron, Puerto Rico (9:3), und im Viertelfinale gegen Dschahon Qurbonow (DQ 3.), und verlor im Halbfinale knapp gegen Zhang Xiaoping (+4:4).
Nach diesem Erfolg flachte Schynalijews Karriere ab. Beim President Cup 2009 in Baku schied er bereits in der Vorrunde gegen Abdelkader Bouhenia, Frankreich (9:5) und 2010 nahm er nicht an den kasachischen Meisterschaften teil. Bei den kasachischen Meisterschaften 2011 trat Schynalijew im Schwergewicht (-91 kg) an, schied jedoch bereits in der Vorrunde aus.